# Wishville
Wishville è il sesto e ultimo album realizzato dalla band inglese dei Catherine Wheel. Uscito nel 2000, l'album fu registrato senza un bassista ufficiale, dato che Dave Hawes aveva abbandonato il gruppo l'anno precedente. Il nuovo bassista Ben Ellis fece parte del gruppo solo a partire dal tour promozionale dell'album.
Il disco, che puntava nuovamente sulle sonorità hard rock di Happy Days, ebbe un pessimo riscontro di critica e di vendite contribuendo al definitivo scioglimento della band.
Sono stati estratti due singoli: Gasoline e Sparks Are Gonna Fly.

## Tracce
1. Sparks Are Gonna Fly  – 4:16
2. Gasoline  – 4:22
3. Lifeline  – 4:29
4. What We Want to Believe In  – 4:50
5. All of That  – 4:40
6. Idle Life  – 4:26
7. Mad Dog  – 4:04
8. Ballad of a Running Man  – 4:50
9. Creme Caramel  – 4:32

### Edizione deluxe
Wishville è stato pubblicato anche in edizione deluxe, con un secondo disco bonus contenente materiale registrato dal vivo. Questo secondo disco è l'unica registrazione live ufficiale del gruppo inglese.
1. Lifeline  – 4:56
2. Crank  – 3:37
3. Fripp  – 7:22
4. Ma Solituda  – 5:45
5. Heal  – 7:21
6. Future Boy  – 7:40
7. Intravenous / Little Muscle  – 8:00

## Formazione
- Rob Dickinson: voce/chitarra
- Brian Futter: chitarra
- Neil Sims: batteria
- Tim Friese-Greene: organo, pianoforte
- Sara Lee: cori